# František Josef Chlumčanský z Bretfeldu
František Josef Chlumčanský z Bretfeldu (německy Franz Joseph Thomas Ritter und edler Herr von Bretfeld, od roku 1807 baron von Bretfeld zu Cronenburg, od roku 1833 baron von Bretfeld-Chlumczansky zu Cronenburg, nazývaný také Josef Chlumczansky von Bretfeld, 28. dubna 1777, Praha - 23. listopadu 1839, Vídeň) byl český právník, historik, genealog a spisovatel.

## Život a činnost
Narodil se do původně jihočeského šlechtického rodu z Českého Krumlova jako František Josef Tomáš rytíř a urozený pán z Bretfeldu. Jeho rodiči byli univerzitní profesor a poradní kancléř Josef z Bretfeldu z Kronenburgu (1729-1820) a Marie Anna rodem z původně jihočeského šlechtického rodu Chlumčanských z Přestavlk (1753-1819).
Jeho strýc Václav Leopold rytíř Chlumčanský z Přestavlk a Chlumčan se v roce 1814 stal pražským arcibiskupem a primasem Českého království.
Jeho druhý strýc, svobodný c. k. komorník a podplukovník Vojtěch rytíř Chlumčanský z Přestavlk a Chlumčan († 1833) se stal jeho adoptivním otcem, proto mu květnu 1833 bylo ve Vídni udělen predikát „Bretfeld-Chlumczansky“.
Chlumčanský byl rytířem Maltézského řádu a pokladníkem c. k. Řádu hvězdového kříže, dále c. k. komorníkem a skutečným kancléřským rakou. Byl také profesorem a od roku 1822 rektorem Vídeňské univerzity. Kromě toho vlastnil panství Veselíčko a Zběšičky a od roku 1830 také ve Svatkovice.
V letních měsících pobýval na zámku Veselíčko, kde vedl tam rozmařilý život. Na zámku a na Veselském rybníku denně pořádal hudební produkce s mladými lidmi, pro sebe a své poddané organizoval řadu zábav. Obzvláště rád si užíval rozhazování mincí mezi děti. To nakonec vedlo k tomu, že na jeho majetek byla 28. února 1838 uvalena nucená správa jeho synovců Prokopa Lažanského a Josefa Kreila. V té době měl jmění 56 336 zlatých, včetně nemovitostí Veselíčko (36 000 zlatých) a Svatkovice (14 541 zlatých) a výše jeho dluhů činila 9 292 zlatých.
Byl vášnivým sběratelem umění, knih a mincí a zanechal po sobě rozsáhlou sbírku mincí, jejíž seznam byl publikován po jeho smrti jako Verzeichniss der Münzen und Medaillen Sammlung aus der Verlassenschaft des Herrn Franz Joseph Freyherrn von Bretfeld-Chlumczansky. (Seznam sbírek mincí a medailí z pozůstalosti Františka Josefa sv. pána Bretfelda-Chlumčanského, Vídeň 1841–1842).
Chlumčanský byl čestným členem c. k. Akademie výtvarných umění ve Vídni a Královská britská „společnost pro klasická studia“ v Londýně .
Protože František Josef z Bretfeldu-Chlumčanský neměl v roce 1839 potomky, dědictví připadlo jeho nezletilým synovcům a neteřím Emanuelovi, Antonínovi a Josefině, kteří žili ve Vídni a byli pod vedením hraběte Prokopa Lažanského z Bukové a Václava Bohuše. Obě česká panství spravoval Josef Kreil, který je v roce 1843 prodal Janu Nepomukovi Nádhernému.